# سگرانچال
سگران چال روستایی از توابع بخش بالاطالقان شهرستان طالقان در استان البرز ایران است.
این روستا در ارتفاع ۱۸۴۰ متری از سطح دریا در دامنه کوه واقع شده‌است. تعداد خانوار این روستا در فصل زمستان، به کمتر از ۷ خانوار و در تابستان تا دو برابر می‌رسد. این روستا دارای زمستان‌های بسیار سرد و تابستان‌های خنکی است و به همین واسطه برخی ترجیح می‌دهند که تابستان را در این روستا سپری کنند.
روستای سگرانچال از شرق با روستای کرود و از جنوب با روستای اوانک و از غرب با روستای سگران و از شمال به رشته کوه‌های طالقان محصور می‌باشد.

## جمعیت
این روستا در دهستان کناررود قرار دارد و براساس سرشماری مرکز آمار ایران در سال ۱۳۸۵، جمعیت آن ۹۴ نفر (۳۲خانوار) بوده‌است.

## امکانات
این روستا دارای برق، آب شرب بهداشتی، تلفن و جاده آسفالته و مدرسه ابتدایی می‌باشد. دانش آموزان برای دوره راهنمایی و دبیرستان مجبورند با طی مسافت بسیار طولانی به روستاهای همجوار بروند.

## اهالی
بر اساس سرشماری سال ۱۳۸۵ کشور، جمعیت این روستا ۹۴ نفر شامل ۳۲ خانوار (۵۱ مرد و ۴۳ زن) می‌باشد. همچنین ۸۷ درصد مردم این روستا با سواد هستند. تقریباً بیشتر اهالی این روستا طوایف احسانی و منافی هستند که به زبان تاتی سخن می‌گویند. دامپروری و کشاورزی (البته به صورت خیلی محدود) از مشاغل اصلی مردم این روستاست.

## جاذبه‌های گردشگری
با توجه به اینکه این روستا در دامنه کوه واقع شده‌است و باغ‌های سیب و گلابی بعلاوه درختان بسیار بزرگ گردو آن را احاطه کرده‌است ،منظره بسیار زیبا و بدیعی را به وجود آورده، این شرایط به اضافه هوای بسیار لطیف و نسبتا خنک در طی تابستان جذب‌کننده افراد غیر بومی زیادی به این روستا در ایام تعطیلات به ویژه تابستان شده‌است.
کوه‌های بلند اطراف این روستا، باغ‌های میوه، و چشمه‌های طبیعی از جمله دیدینها و جاذبه‌های توریستی روستای سگرانچال محسوب می‌شود.